# Al Wahdah (huyện)
Huyện Al Wahdah là một huyện của tỉnh Amanat Al Asimah, Yemen. Đến thời điểm năm 2003, huyện này có dân số 99956 người